# Бёнш, Уве
Уве Бёнш (нем. Uwe Bönsch; 15 октября 1958, Галле) — немецкий шахматист, гроссмейстер (1986). Тренер.
Серебряный призёр чемпионатов ГДР (1985 и 1986 гг.). Бронзовый призёр чемпионата ГДР 1976 г.
В составе сборной ГДР участник 2-х олимпиад (1988 и 1990).
Лучшие результаты в международных соревнованиях: Лейпциг (1976, 1979, 1980 и 1986) — 2-е, 3-е, 3—6-е и 1—2-е; Варна (1977) — 2-е; Галле (1981) — 1—2-е; Будапешт (1982; побочный турнир, июнь — июль) — 1-е; Оломоуц (1982) — 1—2-е; Эгер (1985, 1986) — 1-е и 3—7-е; Харкань (1985) — 2-е; Будапешт (1986) — 1-е; Гавана (1986, май — июнь) — 4—5-е; Порторож — Любляна (1987) — 1—2-е; Поляница-Здруй (1987) — 1-е места.

## Изменения рейтинга
| Графики недоступны из-за технических проблем. См. информацию на Фабрикаторе и на mediawiki.org. |